# BMW i3

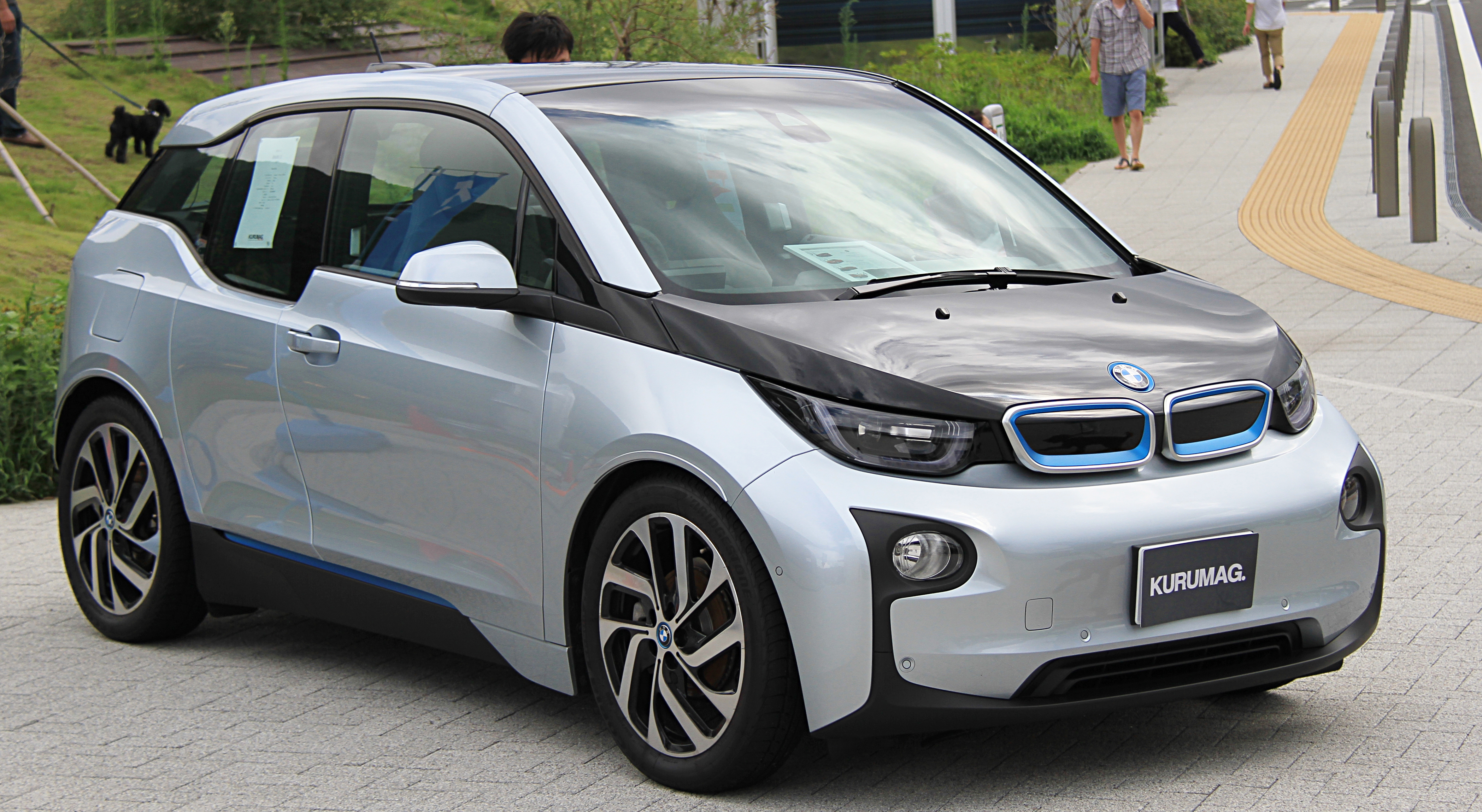

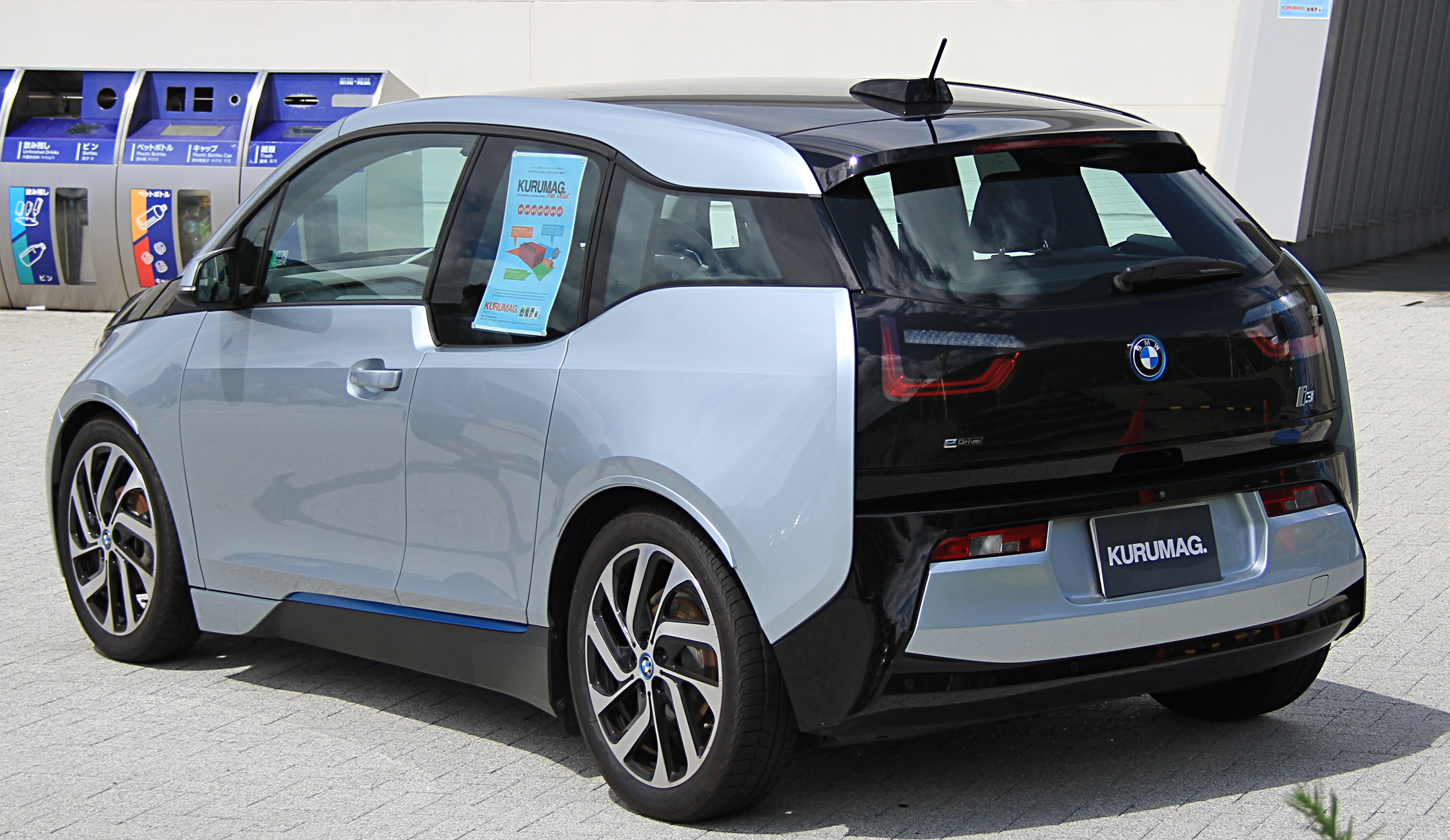

El BMW i3 es un automóvil eléctrico de 5 puertas para 4 pasajeros desarrollado por el fabricante alemán BMW. Forma parte del "Project i" de BMW y se lanzó con la nueva marca BMW i. Es el primer BMW de serie con cero emisiones debido a su motor eléctrico. BMW es la primera compañía en lanzar al mercado un coche de serie con carrocería de fibra de carbono para mejorar el consumo de energía.
Según la EPA (United States Environmental Protection Agency) la autonomía del BMW i3 es de 130 km, con un consumo equivalente de 1.90 L/100 km en un motor térmico. Las cifras oficiales son de 124 MPGe en ciclo combinado (138 MPGe en ciudad, 111 MPGe en carretera). LA EPA clasifica al BMW i3 como el vehículo más eficiente de todos los disponibles para venta al consumidor en Estados Unidos y evaluados por la EPA hasta febrero de 2015.
Estados Unidos, Alemania, Noruega y el Reino Unido son los principales mercados del i3, y Noruega clasificado como el mercado con la mayor penetración del i3 en el mundo gracias al tamaño de su población. Las ventas globales alcanzaron el hito de 25.000 unidades en mayo de 2015.

## Historia
El concept car del i3 se mostró en el Salón del automóvil de Frankfurt de 2011.
El prototipo definitivo se mostró en Londres durante los Juegos Olímpicos de 2012 y la versión de serie se presentó en julio de 2013.
A principios de mayo de 2016, se presentó una versión de 94 Ah del BMW i3 con un acumulador de 33 kWh.
En 2017 se realizó un lifting y se presentó la variante del modelo BMW i3s.
En septiembre de 2018 se presentaron versiones actualizadas de BMW i3 y i3s con una batería de 120 Ah.  La versión de 60 Ah ya no está disponible.  Una versión con Range Extender sólo se vende en los Estados Unidos.

## Especificaciones

### Diseño
El diseño del i3 partió de cero y no se basa en ningún otro modelo existente. 

### Prestaciones

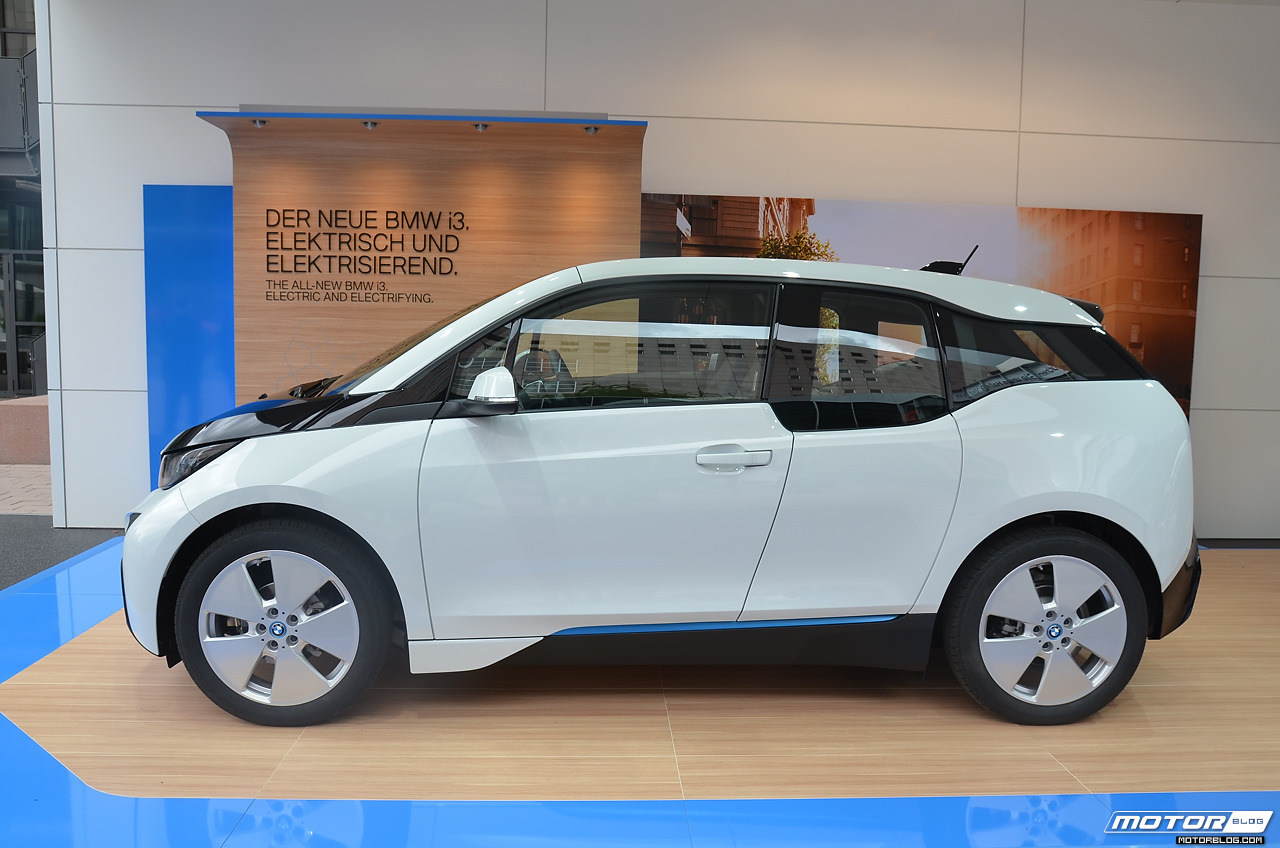

- El motor eléctrico desarrolla una potencia máxima de 170 CV (130 kW). Su potencia nominal queda en 102 CV (75 kW).
- El par motor máximo es de 249,5 Nm y está disponible desde 0 rpm.
- El motor eléctrico síncrono pesa 50 kg y alcanza un número de revoluciones máximo de 11400 rpm.
- Acelera de 0 a 100 km/h en unos 7,2 segundos[11]
- La velocidad máxima está limitada a 150 km/h para mejorar la eficiencia.
- Distribución de pesos entre ejes: 50% delante, 50% detrás.
- La propulsión es trasera.

### Conducción

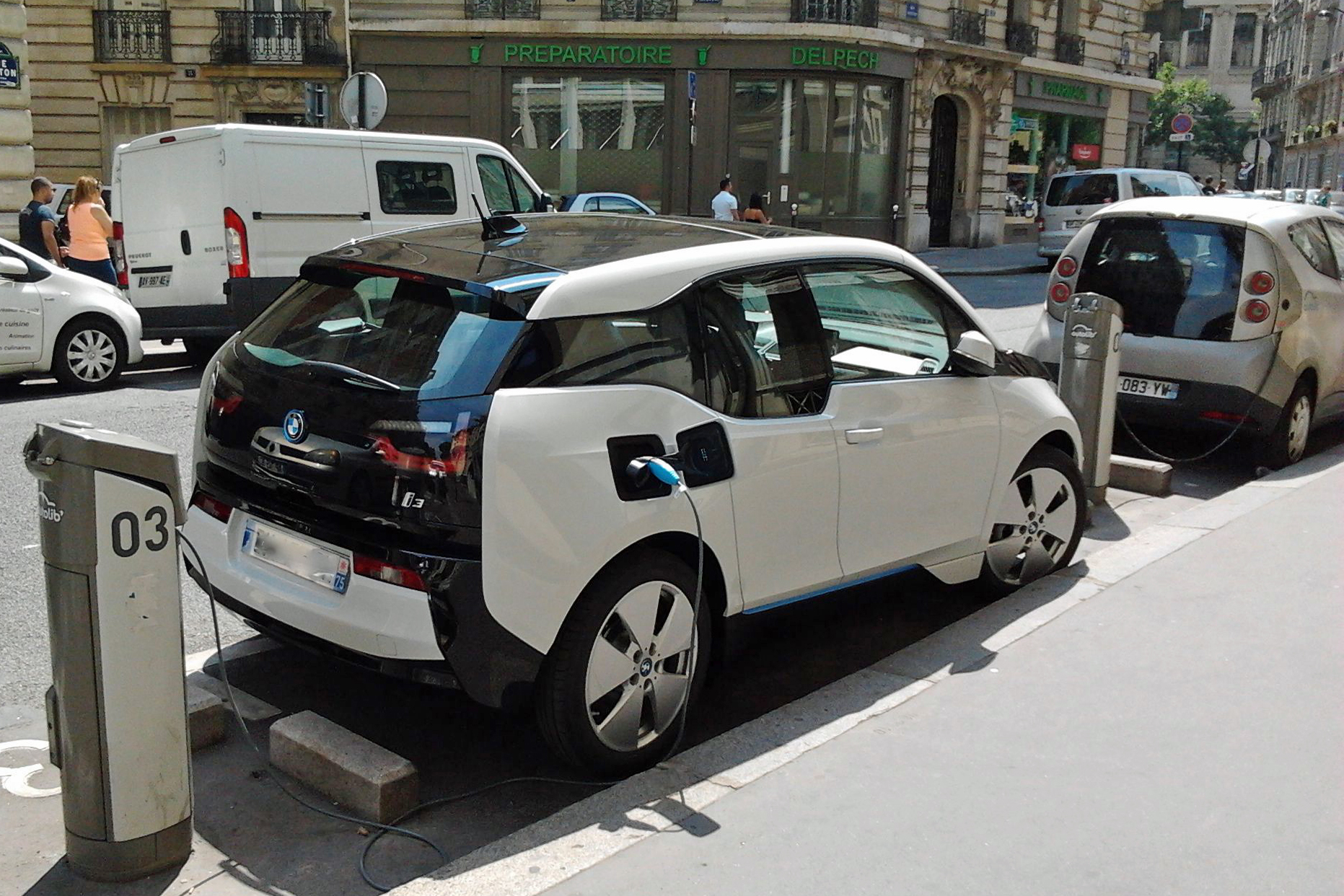

Tiene un pedal acelerador y otro de freno. Usa el concepto de conducción con un pedal. Cuando se suelta el acelerador comienza a actuar el freno regenerativo que recarga las baterías. La mayor parte de las deceleraciones se realizan sin tocar el pedal de freno.
La regeneración es función de la velocidad, de modo que a alta velocidad apenas frena permitiendo que el coche navegue, mientras que a baja velocidad frena con intensidad al soltar el acelerador.
Tiene tres modos de conducción: Comfort, ECO PRO y ECO PRO+.
Al disponer de una caja reductora de una marcha puede acelerar de forma ininterrumpida desde parado hasta su velocidad máxima.
El sistema de navegación aprende del estilo de conducción del conductor y puede juzgar si el nivel de carga es suficiente para la ruta programada. Dispone de información topográfica que tiene en cuenta la elevación, la distancia y otros factores. Puede sugerir cambiar el modo de conducción para poder alcanzar el destino programado.
Opcionalmente dispone de Driving Assistant Plus (Asistente de Conducción Plus) que a velocidades inferiores a 60 km/h permite frenar como respuesta a vehículos y peatones en la trayectoria.
La opcíon Active Cruise Control (Control Activo de Crucero) funciona como control de velocidad adaptativo.
La opción Parking Assistant (Asistente de Estacionamiento) permite el aparcamiento automático en paralelo.
La aplicación para teléfonos celulares, BMW i Remote, permite comprobar el nivel de carga de la batería, el estado de la carga, la climatización, la geolocalización, abrir y cerrar las puertas, hacer sonar la bocina y dar ráfagas de luces.
La dirección es de cremallera con asistencia eléctrica variable según la velocidad.
Como opción se puede solicitar la calefacción por bomba de calor que es más eficiente.
El cuadro de instrumentos de serie es una pantalla TFT de color de 5,7 pulgadas.
El navegador de serie tiene una pantalla a color de 10,2 pulgadas.
Como opción se puede tener acceso a Internet desde el vehículo parado (solo con navegador y ConnectedDrive).
De serie viene con un equipo de reparación de pinchazos porque no lleva rueda de repuesto.

### Batería
Dispone de una batería de iones de litio de 22 kWh y 204 kg situada en la parte baja del vehículo, haciendo así más bajo su centro de gravedad.
La capacidad útil es de 18,8 kWh.
Un sistema de refrigeración, basado en gas, mantiene la batería en la temperatura ideal de funcionamiento para aumentar las prestaciones y la vida de la batería.
En caso de siniestro la batería se desconecta del sistema del alto voltaje para evitar incendios o descargas eléctricas.
La batería con mayor capacidad es la batería de 42,2 kWh y 120 Ah, con una autonomía de que se sitúa entre 285 y 310 kilómetros dependiendo de la versión y del tipo de neumáticos utilizados. 

### Consumo y autonomía

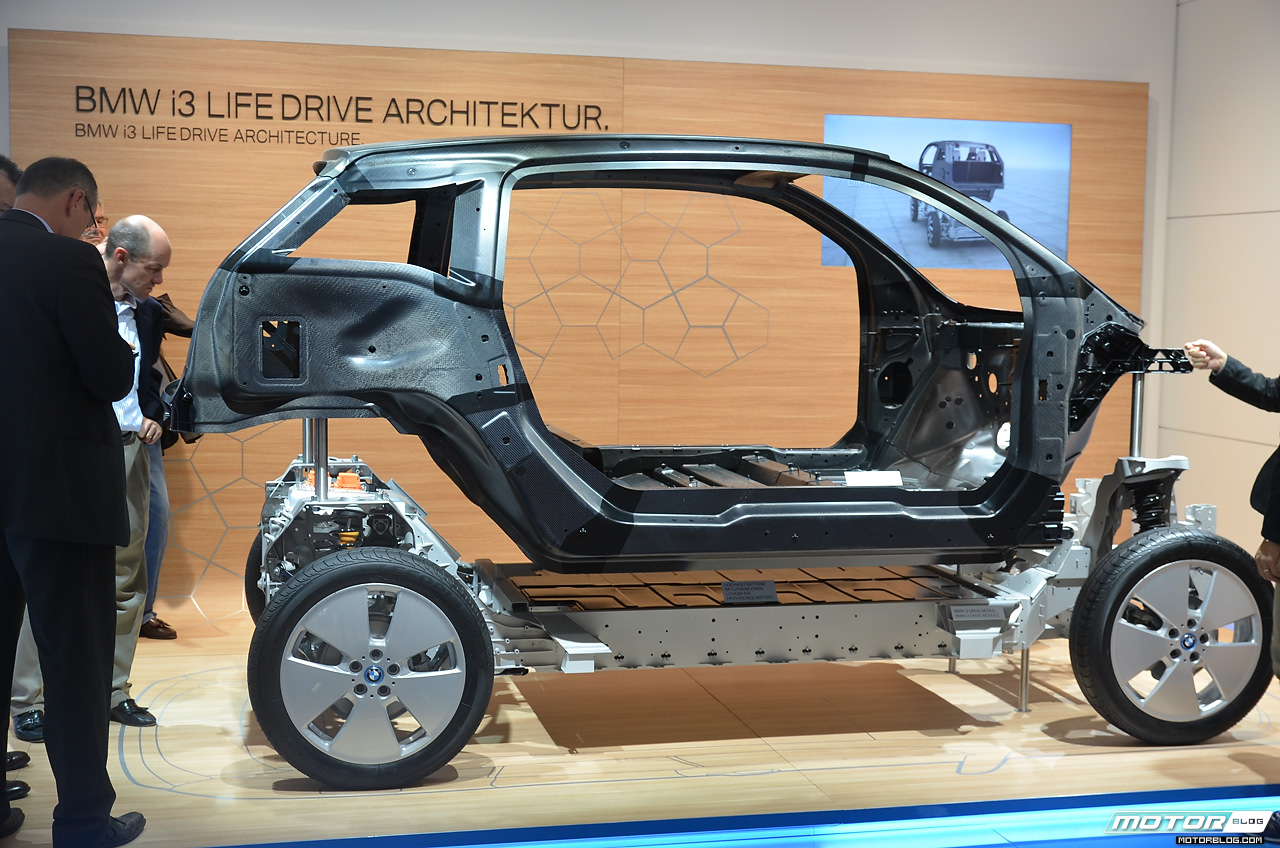
Estructura de fibra de carbono.

Los 22 kWh de la batería del i3 le permiten recorrer entre 130 y 160 kilómetros.
El modo de conducción ECO PRO puede aumentar la autonomía en un 12%. Otro 12% se puede aumentar con el modo ECO PRO+.
Una conducción deportiva sólo proporciona 77 km de autonomía.

### Recarga

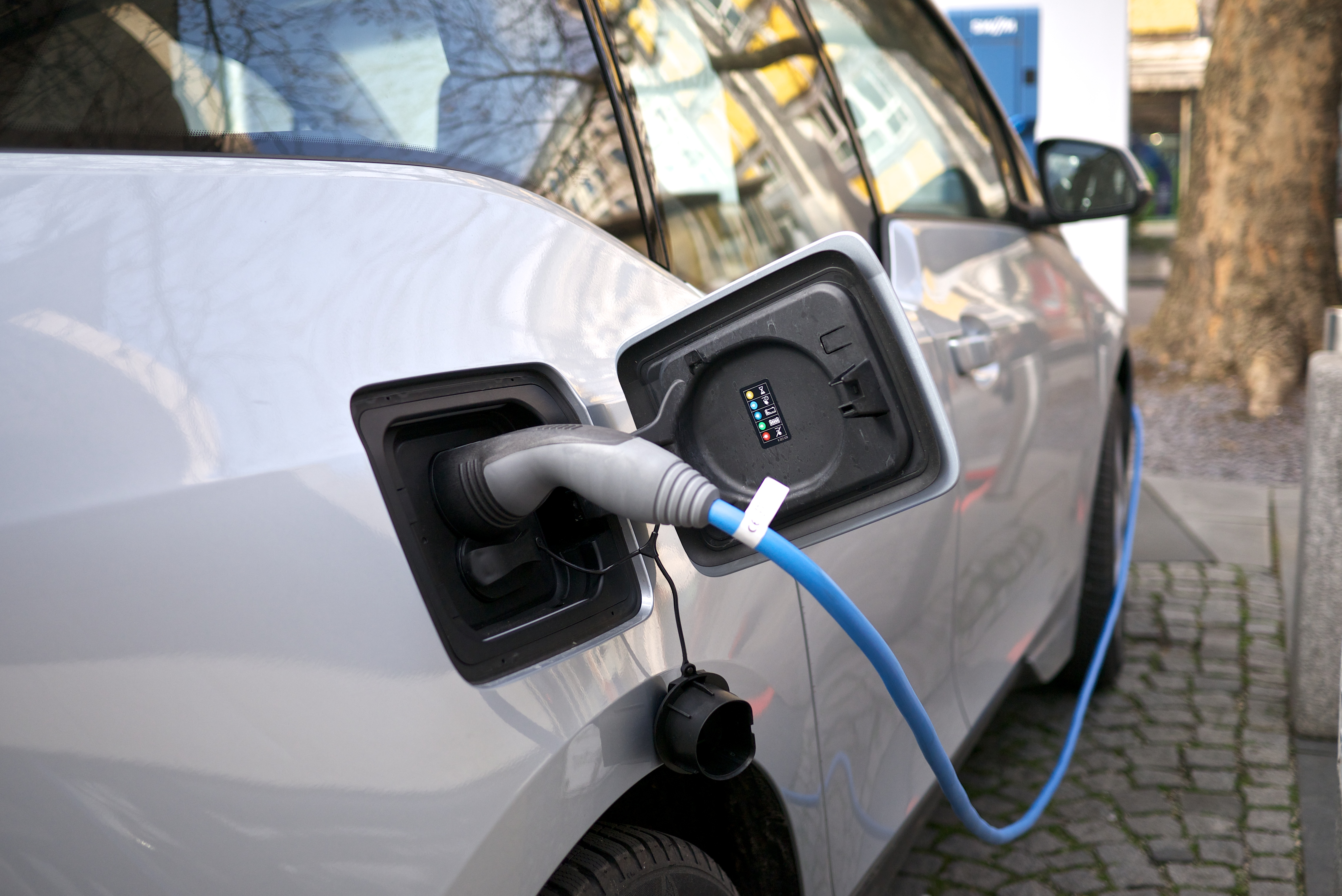
Puerto de carga con conector J1772

Bajo el capó delantero viene de serie un cable de 5 metros para la recarga en 8 horas.
Una opción de 1017 € permite recargar en 3 h usando un cargador de Nivel 2, 230 V monofásica, 32 A y conector J1772.
Otra opción adicional de 600 € permite la recarga de Nivel 3, 230 V trifásica, 63 A y conector SAE DC Combo para efectuar cargas rápidas hasta el 80% en 20 min, y hasta el 100% en 30 min

### Extensor de autonomía
BMW ofrece la opción del extensor de autonomía (Range extender “REx”) que consiste en un motor bicilíndrico de gasolina de 647 cc alimentado desde un depósito de gasolina de 9 L . El motor entra en funcionamiento cuando el nivel de la batería cae de un cierto punto y actúa como un generador de electricidad que permite recargar la batería. El extensor de autonomía no mueve directamente las ruedas.
Pesa unos 150 kg y duplica la autonomía básica del vehículo.

### Carrocería

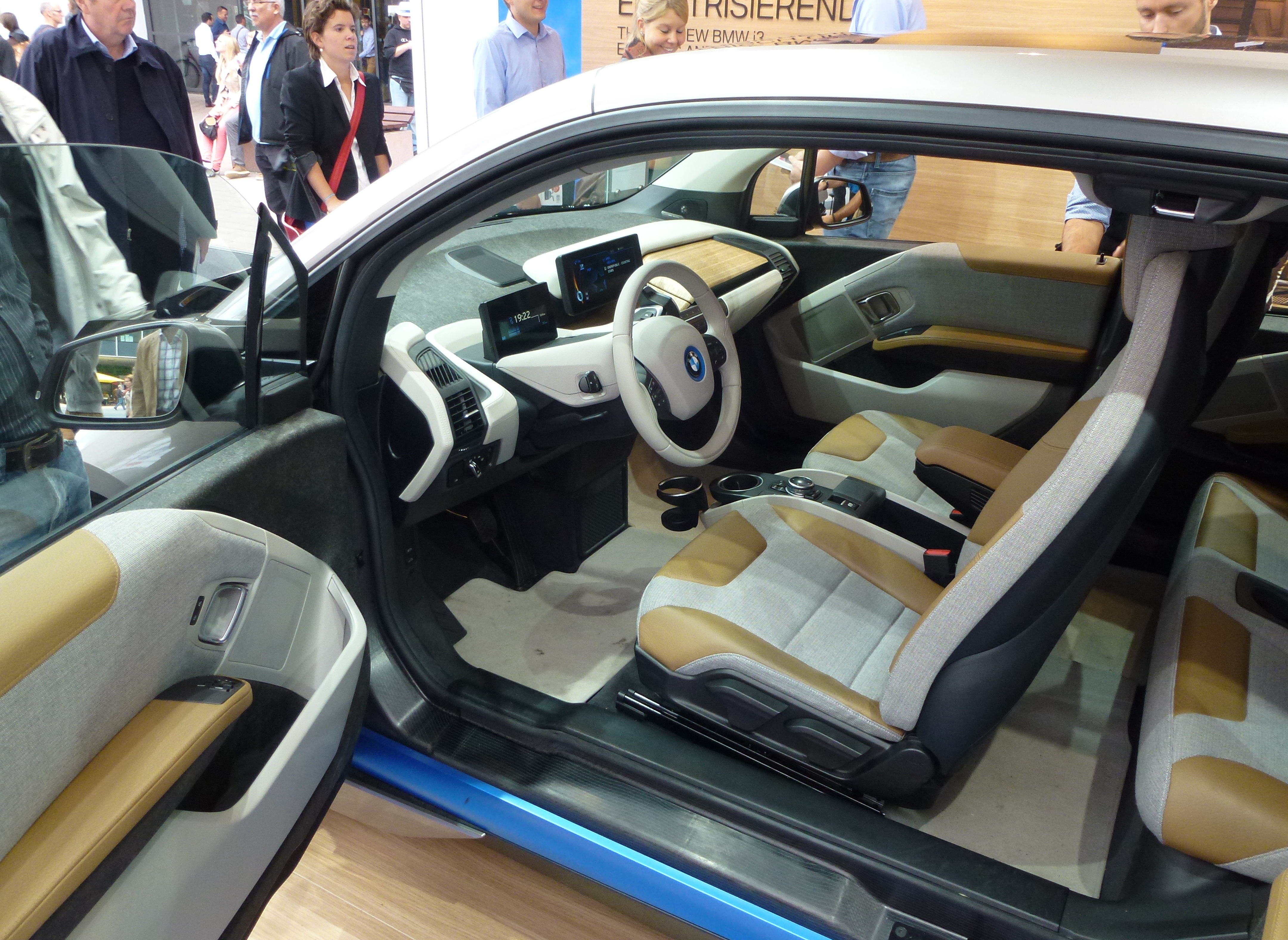
Con las puertas abiertas.

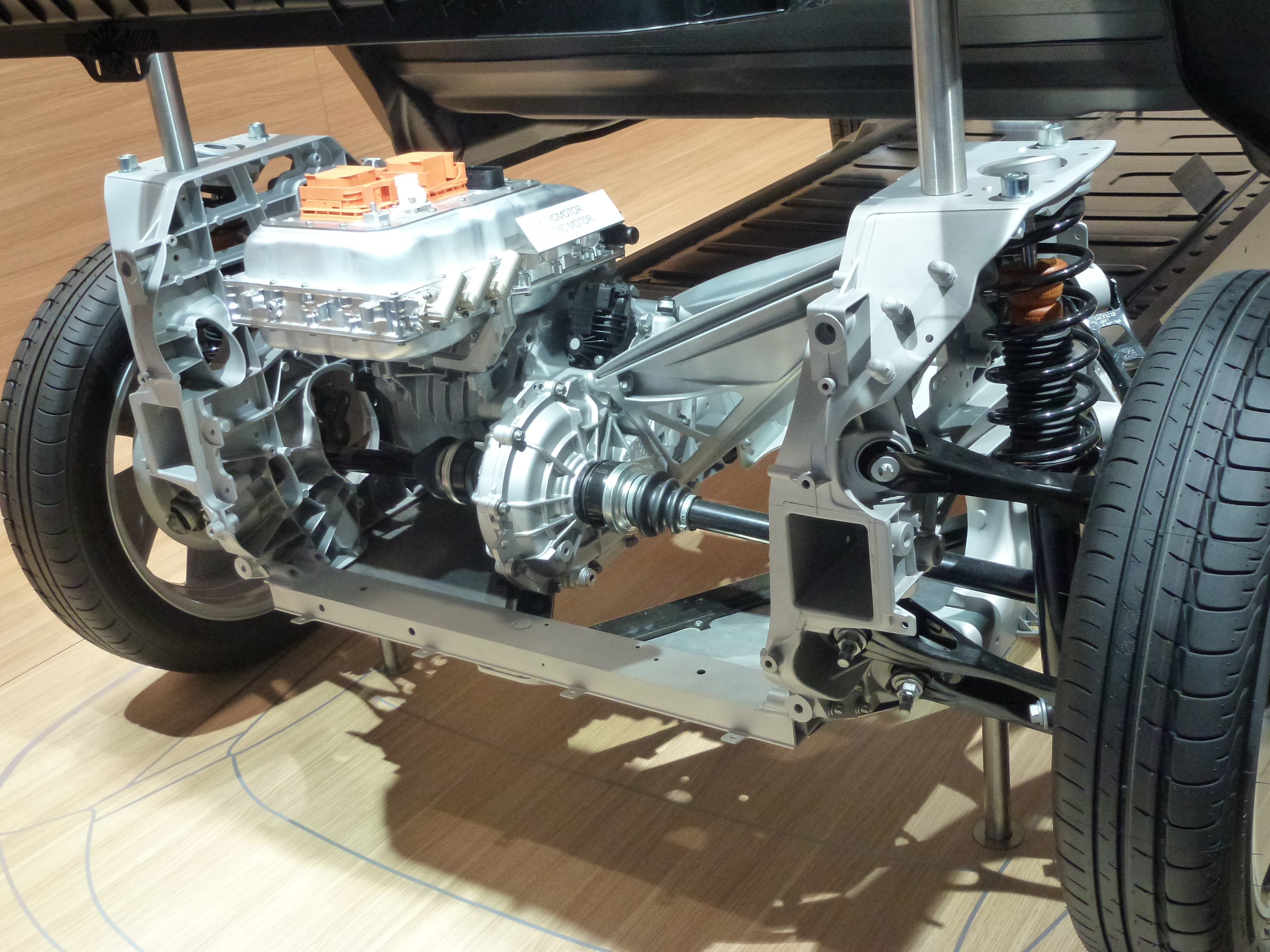
Propulsor eléctrico y caja reductora.

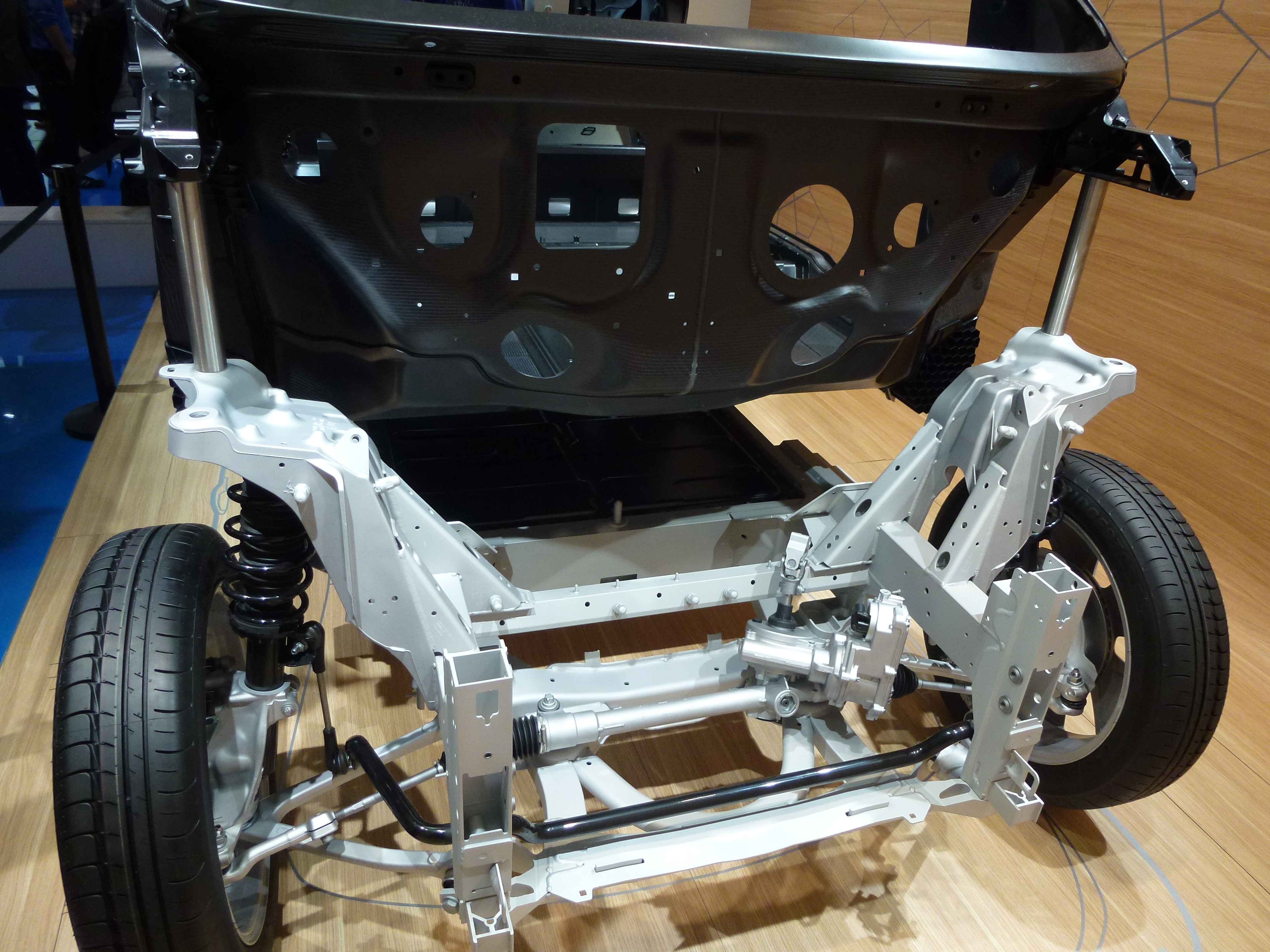
Estructura del eje delantero.

Es el primer coche eléctrico de serie con carrocería de fibra de carbono. La fibra de carbono es tan fuerte como el acero con un 50% del peso. Comparado con el aluminio es un 30% más ligero.
La carrocería tiene dos módulos. El módulo de cabina está construido con fibra de carbono y el módulo motor está fabricado 100% con aluminio.
El módulo motor es muy compacto y no hay abultamiento en el suelo debido a la transmisión de los vehículos convencionales. No tiene pilar central entre las puertas. Las puertas se abren en sentidos opuestos para facilitar el acceso.
El módulo motor está compuesto por una batería de 22 kWh de 204 kg, el motor eléctrico, la suspensión MacPherson delantera, multilink trasera y otros componentes estructurales. La batería está en la parte trasera. El centro de gravedad es muy bajo.
El habitáculo interior es similar a un BMW de la Serie 3, mientras que el tamaño exterior es parecido a un BMW de la Serie 1. Tiene capacidad para 4 pasajeros.
El maletero tiene una capacidad de 260 L. Con los asientos traseros abatidos dispone de 1100 L.
El 25% de los plásticos del interior y el 25% de las piezas termoplásticas del exterior están fabricadas con materiales reciclados o materiales renovables.
El coeficiente Cx es de 0,29 y la superficie frontal es de 2,38 m².

### Ruedas
Llantas de aleación de aluminio de 19 pulgadas con neumáticos 155/70 R19. Opcionalmente de 20 pulgadas.
Los neumáticos tienen una baja resistencia de rodadura para mejorar la eficiencia.
El radio de giro es de 9,87 m con 2,5 vueltas de volante.
Los frenos delanteros son de discos ventilados de 280 mm y los traseros son de discos de 280 mm.

### Seguridad
El European New Car Assessment Programme (Euro NCAP) le otorgó 4 estrellas en la calificación de seguridad frente a colisiones.
| Total                    | 4/5 estrellas |
| Test                     | Porcentaje    |
| ------------------------ | ------------- |
| Pasajeros adultos        | 86%           |
| Pasajeros niños          | 81%           |
| Peatones                 | 57%           |
| Asistencias de seguridad | 55%           |

Las calificaciones del i3 fueron inferiores a los 6 vehículos eléctricos (puros o enchufables) más vendidos: Volvo V60 Plug-in Hybrid, Renault Zoe, Nissan Leaf, Mitsubishi Outlander PHEV, Chevrolet Volt y Opel Ampera. Todos ellos obtuvieron 5 estrellas.

## Precios
El precio del BMW i3 comienza en 35 500 euros.

## Mercados y ventas

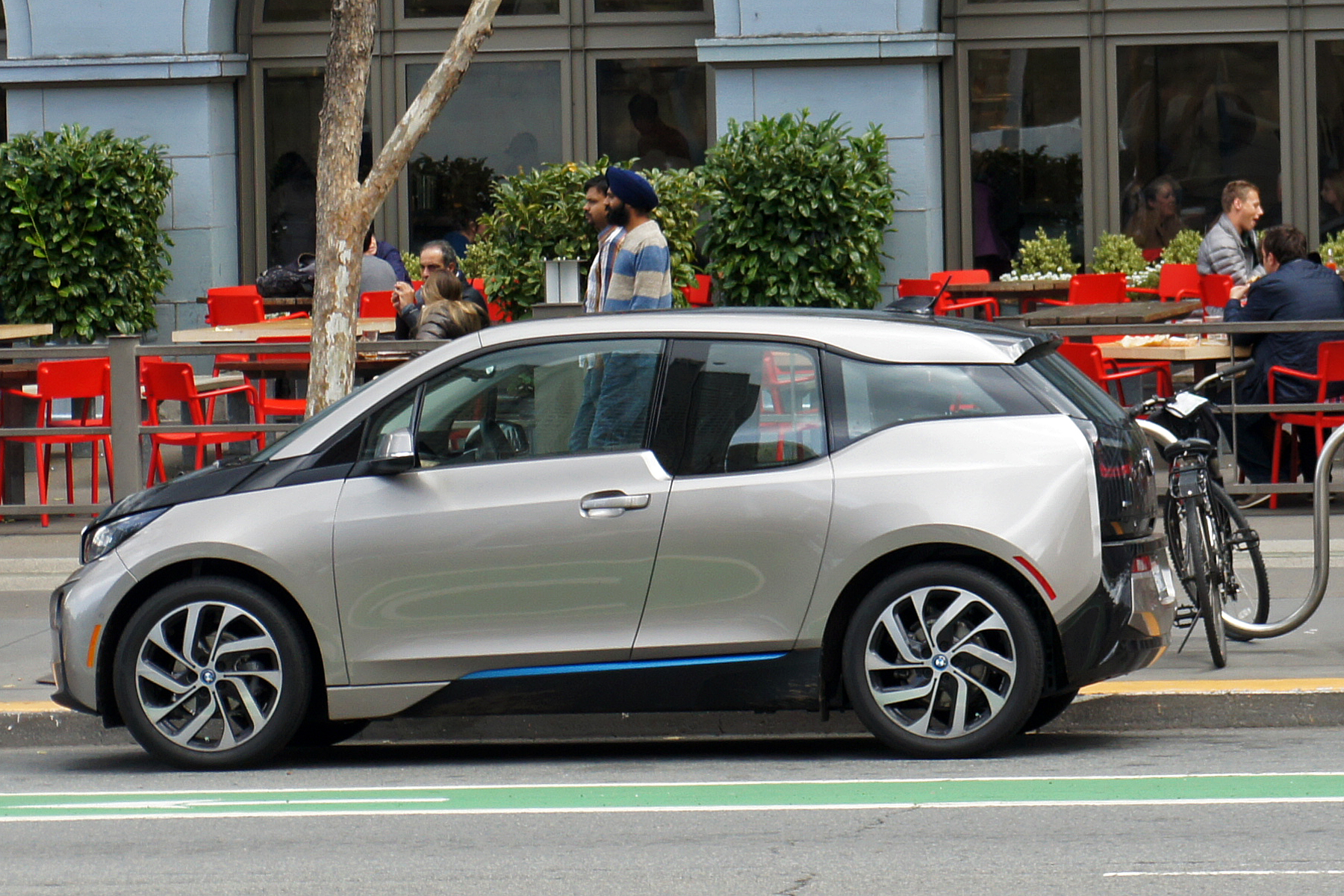
BMW i3 en San Francisco, California. Ese estado es el principal mercado regional dentro de los Estados Unidos con alrededor de un 50% de las ventas nacionales.

La producción en serie comenzó en septiembre de 2013 y las entregas se iniciaron en Europa en noviembre de 2013.
En Estados Unidos las entregas comenzaron en mayo de 2014.
Las ventas globales alcanzaron el hito de 10 mil unidades en septiembre de 2014, con los Estados Unidos, Alemania, Noruega y el Reino Unido listados como los principales mercados, y Noruega clasificado como el mercado con la mayor penetración del i3 en el mundo gracias al tamaño de su población. Un total de 1.477 i3s fueron registrados en Europa en 2013, y un total de 16.052 i3s fueron vendidos alrededor del mundo en 2014. De los 6.092 BMW i3s que fueron vendidos en los Estados Unidos hasta diciembre de 2014, cerca de 3.000 fueron vendidos en California, lo que convierte a ese estado en el mayor mercado regional de ese país, capturando cerca del 50% de las ventas nacionales. Las ventas globales alcanzaron el hito de 25.000 unidades en mayo de 2015, con un total acumulado de 25.785 unidades al final ese mes.
Las ventas del BMW i3 comenzaron en Brasil en septiembre de 2014, lo cual convirtió al i3 en el primer carro eléctrico disponible en el país para la compra del público en general. Ante la ausencia de incentivos fiscales por parte del gobierno federal, la versión 100% eléctrica del i3 se vende a partir de 225.900 R$ (unos 98.500 US$) mientras que el modelo con el extensor de autonomía (REx) se vende a partir de 235.950 R$(unos 102.600 US$). Inicialmente el i3 estará a la venta solo en ocho ciudades incluyendo São Paulo, Río de Janeiro, Curitiba y Brasilia. Como resultado de una ley municipal aprobada por la ciudad de São Paulo en mayo de 2014, los i3 registrados en la ciudad estarán libres de la restricción vehicular de São Paulo. En el resto de América Latina las ventas se iniciaron en Colombia, Chile y México a finales de 2014. Colombia lo puso a la venta en noviembre de 2014 siendo el segundo vehículo eléctrico de venta libre detrás del Renault Kangoo ZE. Está disponible en dos versiones, la versión Loft con un precio de $154.900.000 pesos (62.000 dólares) y la versión Suite con un precio de $169.900.000 de pesos (68.000 dólares).

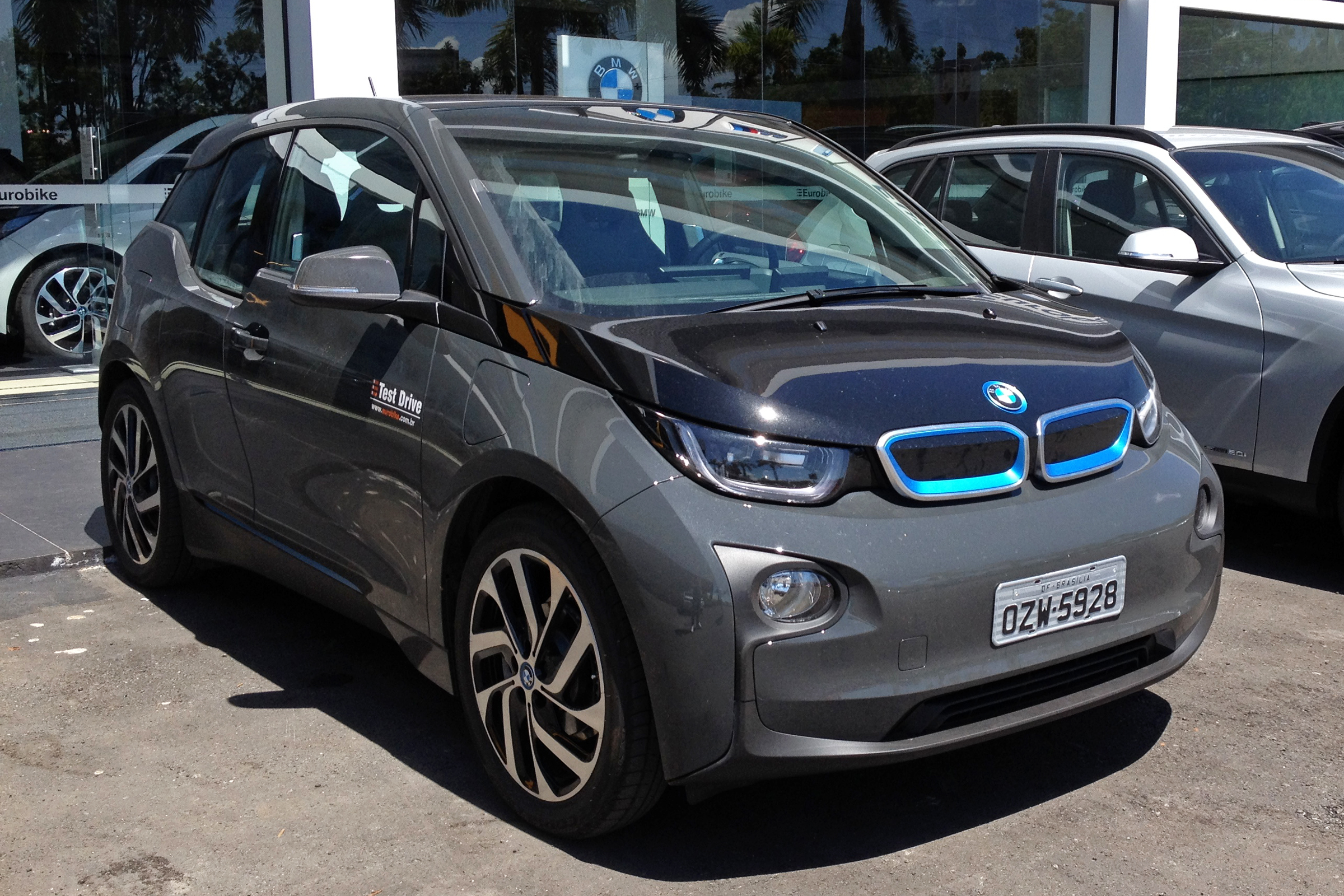
Inicialmente el BMW i3 es vendido en el mercado brasileño únicamente con la opción del extensor de autonomía (REx).

El siguiente cuadro presenta el histórico de ventas y registros por año para los principales mercados nacionales hasta junio de 2014.
| Ventas/registros de la BMW i3 por país 2013 - marzo de 2015 | Ventas/registros de la BMW i3 por país 2013 - marzo de 2015 | Ventas/registros de la BMW i3 por país 2013 - marzo de 2015 | Ventas/registros de la BMW i3 por país 2013 - marzo de 2015 | Ventas/registros de la BMW i3 por país 2013 - marzo de 2015 |
| País | Acumulado 2013–CYTD 2015                                    | 1Q 2015                                                     | 2014                                                        | 2013                                                        |
| --- | ----------------------------------------------------------- | ----------------------------------------------------------- | ----------------------------------------------------------- | ----------------------------------------------------------- |
| Estados Unidos | 8.773                                                       | 2.681                                                       | 6.092                                                       |                                                             |
| Alemania | 3.289                                                       | 497                                                         | 2.233                                                       | 559                                                         |
| Noruega | 2.427                                                       | 336                                                         | 2.040                                                       | 51                                                          |
| Reino Unido | 2.186                                                       | 652                                                         | 1.534                                                       | 1.534                                                       |
| Países Bajos | 891                                                         | 94                                                          | 545                                                         | 252                                                         |
| Francia | 727                                                         | 52(1)                                                       | 607                                                         | 68                                                          |
| Suiza | 588                                                         | 92                                                          | 390                                                         | 106                                                         |
| Bélgica | 480                                                         | 95                                                          | 353                                                         | 32                                                          |
| Japón | 400(2)                                                      | NA                                                          | 400(2)                                                      |                                                             |
| Austria | 329                                                         | 19(3)                                                       | 296                                                         | 14                                                          |
| Italia | 364                                                         | 101                                                         | 229                                                         | 34                                                          |
| Suecia | 318                                                         | 97                                                          | 210                                                         | 11                                                          |
| Canadá | 311                                                         | 84                                                          | 227                                                         |                                                             |
| España | 259                                                         | 28                                                          | 204                                                         | 27                                                          |
| Dinamarca | 180                                                         | 41                                                          | 138                                                         | 1                                                           |
| Ventas globales | 22.836                                                      | 5.307                                                       | 16.052                                                      | 1.477                                                       |
| Notes: (1) Ventas en Francia no incluyen el modelo con opción REx. (2) Ventas en Japón entre abril y agosto de 2014. (3) Ventas en Austria hasta febrero de 2015. |                                                             |                                                             |                                                             |                                                             |